# Persönlichkeiten
Persönlichkeiten (Originaltitel: The Forsaken) ist die 17. Folge der ersten Staffel der US-amerikanischen Science-Fiction-Fernsehserie Star Trek: Deep Space Nine. Sie wurde in den Vereinigten Staaten über Syndication vermarktet und erstmals am 23. Mai 1993 auf verschiedenen Fernsehsendern ausgestrahlt. In Deutschland war sie zum ersten Mal am 8. Mai 1994 in einer synchronisierten Fassung auf Sat.1 zu sehen.

## Handlung
Im Jahr 2369 bei Sternzeit 46925.1 besuchen vier Botschafter der Föderation die Raumstation Deep Space Nine, um sich über das vor einigen Monaten entdeckte stabile Wurmloch in den Gamma-Quadranten zu informieren. Da Commander Sisko ihnen so weit wie möglich aus dem Weg gehen möchte, hat er ihnen den jungen Stationsarzt Julian Bashir als Betreuer zur Seite gestellt. Der ist mit seiner Aufgabe etwas überfordert, denn vor allem die Arbazanerin Taxco, der Vulkanier Lojal und der Bolianer Vadosia finden ständig neue Kritikpunkte. Die vierte Botschafterin, die Betazoidin Lwaxana Troi, hält sich abseits der Gruppe. Sie erregt allgemeine Aufmerksamkeit, als sie den Verlust einer wertvollen Brosche beklagt. Sie bezichtigt den Barbesitzer Quark des Diebstahls, was der aber abstreitet. Sicherheitschef Odo will den Fall aufklären und sich dabei Trois telepathische Fähigkeiten zunutze machen. Sie verspürt bei keinem der Anwesenden ein Schuldgefühl, gibt aber zu bedenken, dass Quark ein Ferengi ist, und die Gedanken von Ferengi kann sie nicht lesen. Odo glaubt nicht, dass Quark seine Gäste bestiehlt. Er erblickt aber einen Dopterianer, der unauffällig verschwinden will. Er hält ihn fest und entdeckt in seinen Taschen die vermisste Brosche. Odo erklärt, er habe ihn als möglichen Dieb identifiziert, da Dopterianer entfernte Verwandte der Ferengi sind und Troi somit ihre Gedanken wahrscheinlich auch nicht lesen kann.
Auf der Ops sind währenddessen die restlichen Führungsoffiziere mit einer Revision der cardassianischen Computersysteme der Station beschäftigt. Chefingenieur O’Brien ist vom Zustand der Systeme äußerst frustriert und überlegt, sie komplett zu ersetzen. Die Arbeit wird kurz unterbrochen, da Bashirs Gäste darauf bestanden haben, eine Führung auf der Ops zu erhalten. Sisko findet aber rasch eine Gelegenheit, die Botschafter wieder loszuwerden, als sich das nahe gelegene Wurmloch öffnet und eine Sonde unbekannten Ursprungs hindurchkommt. O’Brien, seine Assistentin Anara und Wissenschaftsoffizierin Jadzia Dax analysieren die Sonde. Zu O’Briens Freude arbeitet der Stationscomputer deutlich besser als erwartet. Sie finden heraus, dass die Sonde eigentlich nur ein leistungsstarker Computer ist und über keine nennenswerten weiteren Systeme verfügt.
Lwaxana Troi hat unterdessen eine starke Faszination für Odo entwickelt. Sie sucht ihn in seinem Büro auf, um sich bei ihm zu bedanken, und macht ihm dabei eindeutige Avancen. Odo ist das äußerst unangenehm und er sucht eine Möglichkeit, ihr aus dem Weg zu gehen. Troi lässt aber nicht locker und kurz darauf trifft Odo erneut auf sie. Sie schlägt ein romantisches Picknick vor, woraufhin Odo vorgibt, dringend einen der oberen Pylone der Station aufsuchen zu müssen. Er betritt den Turbolift; Troi folgt ihm kurzerhand und schlägt vor, das Picknick einfach in den Pylon zu verlegen. Während der Fahrt versucht Odo ihr begreiflich zu machen, dass er ein Formwandler ist und es fundamentale Unterschiede zwischen ihren beiden Spezies gibt. Troi ist das egal. Plötzlich stoppt der Turbolift abrupt. Odo ruft die Ops und erfährt, dass die Computersysteme der Station schwerwiegende Fehlfunktionen aufweisen. Odo und Troi müssen eine Weile im Turbolift aushalten.
O’Brien informiert Sisko darüber, dass er einige sehr subtile Merkwürdigkeiten festgestellt hat. Seitdem Daten von der Sonde heruntergeladen wurden, klingt der Stationscomputer irgendwie netter. Außerdem tauchen immer wieder neue Probleme auf und zwar genau dann, wenn O’Brien die Ops verlassen will. Ihm scheint es fast so, als wolle der Computer ihn beschäftigt halten. Dax vermutet, der Computer der Sonde könnte eine empfindungsfähige, nicht-biologische Lebensform gespeichert haben, die nun auf die Station übertragen wurde. O’Brien versucht, sie wieder auf die Sonde zu überspielen, doch das führt zu einem Energieausfall auf der Station. Er entwickelt einen neuen Plan und will die Lebensform nach und nach von allen Computersystemen der Station isolieren. Um dies unbemerkt tun zu können, wird die Lebensform durch zahlreiche komplexe Anfragen abgelenkt. Dieser Plan geht aber ebenfalls schief und durch eine Überlastung bricht auf einem Korridor, in dem sich Bashir und die Botschafter aufhalten, ein Feuer aus.
Odo hofft, den unfreiwilligen Aufenthalt im Turbolift mit Troi schweigend verbringen zu können. Sie ist allerdings sehr gesprächsfreudig und erzählt endlose Anekdoten aus ihrem Leben. Schließlich öffnet Odo sich ihr gegenüber etwas und erzählt von der wenig erfreulichen Behandlung, die er in der Zeit unmittelbar nach seiner Entdeckung erfuhr. Er muss ihr außerdem gestehen, dass er sich alle 16 Stunden in einen Ruhezustand begeben muss und dabei flüssig wird. Diese Zeit ist jetzt erreicht, doch er will sich nicht verflüssigen, weil das für ihn eine sehr persönliche Angelegenheit ist. Troi bemerkt, dass ihm das Hinauszögern der Verflüssigung offenbar große Schmerzen bereitet. Sie nimmt daraufhin ihre Perücke ab und offenbart ihm ihr natürliches Haar. Sie erklärt, dass sie großes Verständnis für sein Dilemma hat, denn sie selbst hat ihr Haar außer ihm noch niemandem sonst gezeigt, da sie es gewöhnlich findet und sie nie gewöhnlich sein wollte. Schließlich entspannt sich Odo und erlaubt Troi, ihn in ihrem Gewand aufzufangen.
O’Brien wird klar, dass er das Problem völlig anders angehen muss. Er erinnert sich daran, dass er früher einen Hund als Haustier hatte. Hunde mögen es nicht, alleine gelassen zu werden, und das scheint auch für die fremde Lebensform zu gelten. Statt sie vom Stationscomputer zu isolieren, schlägt er vor, das genaue Gegenteil zu tun. Er schreibt ein Unterprogramm, das er scherzhaft eine „Hundehütte“ nennt, und leitet sämtliche Backup-Funktionen des Stationscomputers durch dieses um. Nun kann er endlich die Lebensform aus dem Hauptspeicher entfernen und in dieses neue Unterprogramm umsetzen, wo sie sich offenbar wohlfühlt.
Die Computerkontrolle ist damit wiederhergestellt und die Rettungsarbeiten können beginnen. Der Brand wird gelöscht. Bashir und die Botschafter werden wohlbehalten aufgefunden. Bashir hatte die Gruppe geistesgegenwärtig in einen Wartungstunnel evakuiert; die Botschafter haben ihre anfängliche Geringschätzung abgelegt und loben sein Verhalten nun in höchsten Tönen. Auch Odo und Troi werden befreit. Für die Botschafter ist es nun Zeit abzureisen. Troi versichert Odo, dass sie seine Gesellschaft sehr genossen hat, und verspricht, ihn erneut zu besuchen.

## Verbindungen zu anderen Star-Trek-Produktionen
Persönlichkeiten nimmt Bezug auf mehrere frühere Star-Trek-Folgen:
- Lwaxana Troi erzählt hier von den Ereignissen aus Folge 3.24 (Die Damen Troi) von Raumschiff Enterprise – Das nächste Jahrhundert aus dem Jahr 1990. In dieser Folge wurde auch etabliert, dass Betazoiden die Gedanken von Ferengi nicht lesen können.
- Odo schaut hier vorsichtig aus der Tür des Turbolifts, in der Hoffnung, ein Zusammentreffen mit Lwaxana Troi zu vermeiden. Dies ist eine Anspielung auf Folge 4.22 (Die Auflösung) von Raumschiff Enterprise – Das nächste Jahrhundert aus dem Jahr 1991, in der Lwaxana Troi ebenfalls auftrat und in der Captain Picard das Gleiche tat.

In dieser Folge tritt erstmals ein Dopterianer auf. Dieses Volk ist später noch in drei weiteren Folgen von Star Trek: Deep Space Nine und in einer Folge von Raumschiff Enterprise – Das nächste Jahrhundert in kleineren Neben- und Statistenrollen zu sehen.
Anara war ursprünglich als wiederkehrende Figur geplant, die am Ende der ersten Staffel ein Attentat auf Vedek Bareil verüben sollte. Sie wurde allerdings gegen die Figur Neela (gespielt von Robin Christopher) ausgetauscht, die in den beiden letzten Folgen der ersten Staffel auftrat.
Genau wie Lwaxana Troi in dieser Folge schlägt später Fenna in Folge 2.09 (Rätselhafte Fenna) von Star Trek: Deep Space Nine den oberen Pylon von Deep Space Nine als idealen Ort für ein Picknick vor.

## Produktion

### Drehbuch
Der Arbeitstitel der Folge lautete Only the Lonely, in Anlehnung an ein Lied von Roy Orbison.
Laut Jim Trombetta sollte der Handlungsstrang um Odo die Probleme typischer männlicher Rollenklischees behandeln. Von Männern wird ein hartes Auftreten verlangt und sie dürfen keine Schwäche zeigen. Odo entspricht allein schon durch seinen Beruf als Sicherheitschef diesem Bild. In dieser Folge gerät er allerdings in eine Situation, in der er keine andere Wahl hat, als sich von einer anderen Person helfen zu lassen.

### Darsteller
Die Hauptfigur Jake Sisko (Cirroc Lofton) hat in dieser Folge keinen Auftritt.
Majel Barrett hat hier ihren ersten von drei Auftritten als Lwaxana Troi in der Serie Star Trek: Deep Space Nine. Sie hatte diese Rolle zuvor bereits in fünf Folgen von Raumschiff Enterprise – Das nächste Jahrhundert gespielt und verkörperte sie später noch in einer weiteren Folge dieser Serie. Persönlichkeiten ist die erste Star-Trek-Folge, in der Lwaxana Troi ohne ihren Diener Mr. Homn (gespielt von Carel Struycken) zu sehen ist.
Michael Ensign, Darsteller von Lojal, hatte zuvor bereits Krola in Folge 4.15 (Erster Kontakt) von Raumschiff Enterprise – Das nächste Jahrhundert gespielt. Er spielte später noch den takarianischen Erzähler in Folge 3.05 (Das Wurmloch) von Star Trek: Raumschiff Voyager und den Vulkanier Oratt in Folge 2.14 (Stigma) von Star Trek: Enterprise.
Jack Shearer, Darsteller von Vadosia, spielte auch Ruwon in Folge 3.17 (Der Visionär) von Star Trek: Deep Space Nine, Admiral Strickler in Folge 2.05 (Der Zeitstrom) von Star Trek: Raumschiff Voyager und Admiral Hayes in zwei weiteren Folgen von Star Trek: Raumschiff Voyager und dem Spielfilm Star Trek: Der erste Kontakt.

## Rezeption
Keith DeCandido bewertete Persönlichkeiten 2013 auf tor.com als eine leicht überdurchschnittliche Folge von Star Trek: Deep Space Nine. Er fand, dass Lwaxana Troi hier einen ihrer stärkeren Auftritte hat und dass sie und Odo erstaunlich gut zusammenpassen. Die beiden anderen Handlungsstränge um O’Brien und das Computerprogramm sowie um Bashir und die Botschafter fand DeCandido hingegen nur mittelmäßig.